# M17 (Ierland)
De M17 (Engels: M17 Motorway/ Iers: Mótarbhealach M17) is een autosnelweg in Ierland met een lengte van 26 kilometer. De weg loopt van Galway naar Tuam. De M17 werd aangelegd tussen 2014 en 2017.